# 切爾尼利亞瓦
49°58′34″N 23°19′47″E / 49.97611°N 23.32972°E

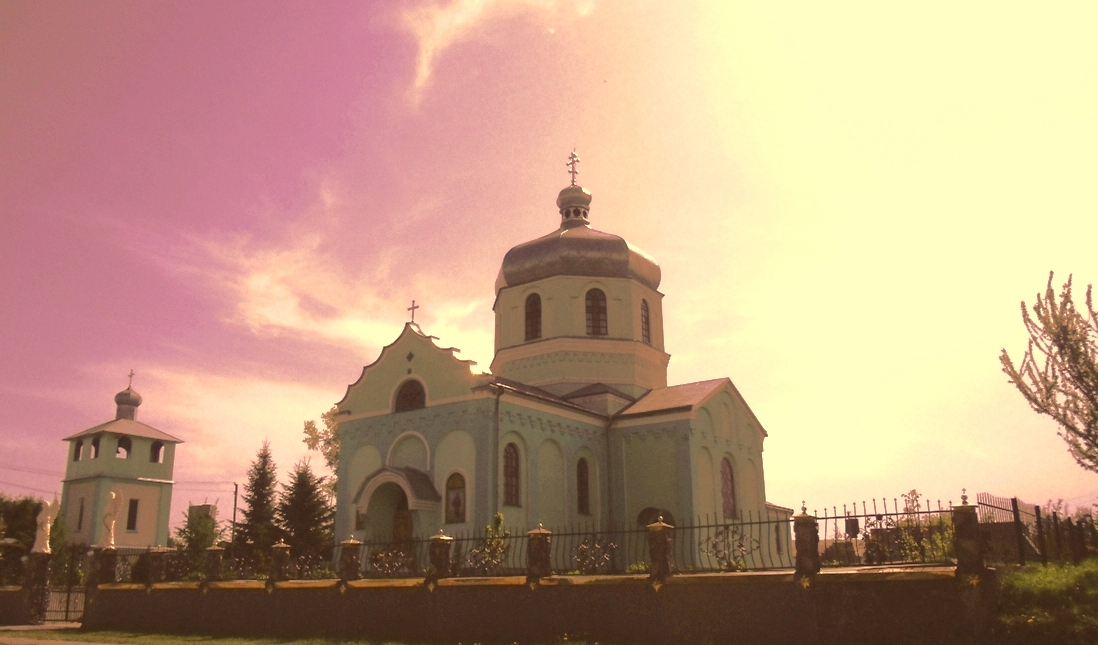

切爾尼利亞瓦（烏克蘭語：Чернилява），是烏克蘭的村落，位於該國西部利沃夫州，由亞沃里夫區負責管轄，始建於1480年，面積2.52平方公里，海拔高度243米，2001年人口1,745。